# Elektronisk näsa

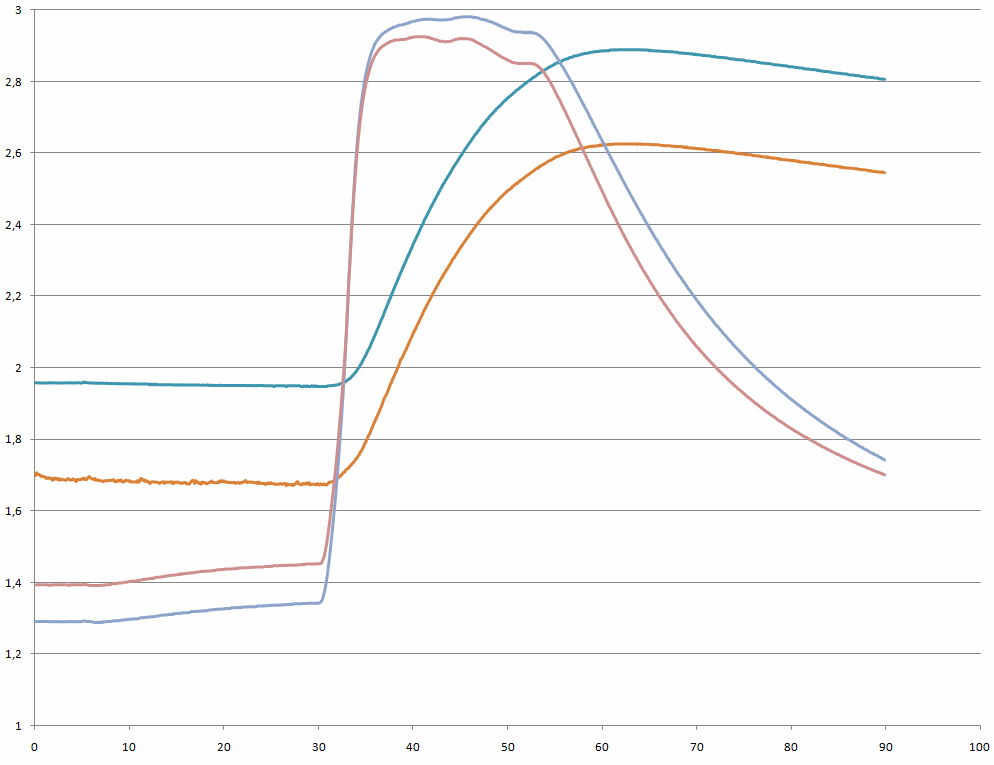
Signaler från några sensorer i en elektronisk näsa.

Elektronisk näsa eller artificiell näsa är ett system av sensorer, signalbehandlingssystem och analysator (vanligen en dator med relevant program) för att detektera och identifiera ämnen i luften som man traditionellt har känt igen med luktsinnet i form av dofter/lukter. Det finns elektroniska näsor för att sniffa sprängämnen, men också för att diagnostisera sjukdomar. Elektroniska näsor används också för att kontrollera aromen från vindruvor inför skörden. En elektronisk näsa kan bestå av ett tjugotal olika sensorer som genererar signaler för ett analyssystem. Detta kan bestå av olika algoritmer, till exempel PCA, neuronnät, etc. Bilden visar hur några signaler kan se ut. Vanligtvis väljer man ut ett antal karakteristiska storheter som beskriver signalerna. Parametrar från dessa signaler kan vara till exempel stigtid, maximalt värde och falltid. Den horisontella axeln i figuren är tiden i sekunder. Det framgår tydligt att de valda sensorerna inte bara har olika amplitud utan också kraftigt varierande stigtider. De härledda parametrarna analyseras och får fungera som ett "fingeravtryck" för doften. En atificiell näsa kan konstrueras för att till exempel "sniffa sprängämnen" och kan då fås skilja på olika typer av sprängämnen, till exempel Dynamex, Prillit, TNT (Trinitrotoluen), etc.